# Фелоніка
Фелоніка (італ. Felonica) — муніципалітет в Італії, у регіоні Ломбардія, провінція Мантуя.
Фелоніка розташована на відстані близько 360 км на північ від Рима, 180 км на схід від Мілана, 50 км на південний схід від Мантуї.
Населення — 1402 особи (2014).

## Демографія
Населення за роками:

Станом на 31 грудня 2014 року в муніципалітеті офіційно проживали 92 іноземці з 14 країн, серед них 10 громадян країн Євросоюзу та 2 громадяни України.

## Сусідні муніципалітети
- Бондено
- Кальто
- Кастельмасса
- Фікароло
- Салара
- Серміде